# Rudolf Graber (Schriftsteller)
Rudolf Graber (* 8. Juli 1899 in Säckingen; † 26. Januar 1958 in Basel) war ein Schweizer Schriftsteller.

## Leben
Rudolf Graber wuchs im badischen Säckingen und nach dem Tod seines Vaters ab 1911 in Männedorf und Basel auf. Er erwarb das Lehrerpatent und absolvierte anschließend ein Studium der Germanistik, Romanistik und Geschichte an den Universitäten Basel und
Würzburg. Danach war er als Lehrer am Realgymnasium Basel tätig. Hier war er der Lehrer von Urs Widmer: „Rudolf Graber verdanke ich jene Textdramaturgie, die heute noch tief in mir wirksam ist.“
Rudolf Grabers literarisches Werk umfasst neben Romanen und Erzählungen ein Frankreich-Reisebuch und Dramen. Am bekanntesten wurde er mit seinen Basler Fährgeschichten.

## Werke
- Wetter über Paris, Zürich [u. a.] 1932
- Kahnfahrt durch das wunderschöne Land Frankreich, Zürich 1946
- Basler Fährengeschichten, Zürich 1948
- Die Pflegetochter, Augsburg 1950
- Neue Basler Fährengeschichten, Zürich 1951
- Das Mädchen aus den Weiden und andere Geschichten, Zürich 1954
- Blüten im Wind, Zürich 1958
- Die letzten Basler Fährengeschichten, Zürich 1959
- Vo Liebi, Laid und Larve, Basel 1959
- Die Basler Fährengeschichten, Basel 1985
- e Hampfle roti Räppli